# 皮博爾河
皮博爾河（Pibor River）是南蘇丹東南部的河流，從發源地向北流經320公里（200英哩），與巴羅河匯流成索巴特河。皮博爾河和其支流的流域面積10,000平方公里（3,900平方英哩），河口每年平均流量是每秒98立方米（每秒3,460立方呎）。